# Casa d'Alba

Stemma dei Duchi di Alba

La Casa d'Alba (in spagnolo: La Casa de Alba) è un'importante famiglia aristocratica di origine spagnola la cui ascendenza risale al 1429, quando il primo Alba, dal lignaggio della Casa di Toledo, fu insignito del titolo di Signore della Città di Alba de Tormes.
Nel 1492, un membro di questa famiglia, il II Duca di Alba, divenne protagonista della capitolazione di Granada. Don Fernando Álvarez de Toledo, III duca di Alba, fu nominato "Governatore generale dei Paesi Bassi del Sud". Durante il XVIII secolo il ducato di Alba fu ereditato dal Duca di Berwick insieme all'intero patrimonio della Famiglia di Alba.